# Hà Tân, Vận Thành
Hà Tân (chữ Hán giản thể: 河津市, âm Hán Việt: Hà Tân thị) là một thành phố cấp huyện thuộc địa cấp thị Vận Thành, tỉnh Sơn Tây, Cộng hòa Nhân dân Trung Hoa. Thành phố Hà Tân có diện tích 593 kilômét vuông, dân số năm 2002 là 360.000 người. Thành phố Hà Tân có mã số bưu chính 043300, mã vùng điện thoại 0359. Thành phố Hà Tân nằm ở tây nam của Sơn Tây, nơi sông Phần đổ vào Hoàng Hà, đối diện Hàn Thành của Thiểm Tây qua sông. Thời Xuân Thu gọi là Cảnh (Huỳnh, Quýnh), thuộc nước Tấn, thời nhà Tần thuộc huyện Bì Thị Thị, thời Bắc Ngụy đổi tên thành huyện Long Môn, thời nhà Tống đổi tên thành huyện Hà Tân, có nghĩa là bên bờ Hoàng Hà. Năm 1994 lập thành phố trên cơ sở huyện này. Thành phố Hà Tân có nhiệt độ trung bình hàng năm là 13℃, lượng mưa bình quân trong năm là 502 mm. Thành phố này có trữ lượng than đá lớn. Tuyến đường sắt Đồng Bồ chạy qua thành phố này.